# 기파이터 태랑
기파이터 태랑은 프로덕션 그리미가 제작한 TV 애니메이션 시리즈이다. 2001년 10월 4일부터 2002년 3월 28일까지 MBC에서 총 26화로 방영되었다.

## 이야기
지구와 비슷하지만 또 다른 세계인 환타지아 플래닛이 있다. 이곳엔 인간, 천사족, 마족, 트랜스 고블린 등 여러 종족이 한데 어울려서 평화로운 삶을 살고있다. 

## 등장인물
- 태랑
- 티블
- 라미
- 파라
- 니버스
- 트레노
- 볼보이
- 대마왕

## MBC 성우진
- 정미숙 - 태랑
- 차명화 - 치치아
- 임은정 - 티플(처음)
- 이선호 - 티플(나중)
- 홍시호 - 용사 토레로
- 최문자 - 파라
- 최병상 - 나버스
- 이미자
- 박영화
- 이선주
- 김정주
- 윤복성
- 박규웅

1. ↑  https://www.imbc.com/guide/schedule/area/D/20020328.html